# Lisa Fonssagrives
Lisa Fonssagrives (17 de maio de 1911—4 de fevereiro de 1992), nascida Lisa Anderson, foi uma supermodelo sueca.

## Biografia
Lisa Fonssagrives tem sido creditada como a primeira supermodelo. Fez centenas de capas de revistas dos anos 1930 aos anos 1950, de Town & Country, Life e na Vanity Fair original. Fonssagrives certa vez descreveu-se como "um bom cabide de roupas". Sobre o segredo do seu duradouro sucesso, ela dizia que o mais importante era "comer com moderação".
Ela trabalhou com importantes fotógrafos de moda, entre eles George Hoyningen-Huene, Man Ray, Horst, Erwin Blumenfeld, George Platt Lynes, Richard Avedon e Edgar de Evia. Em 1935, casou-se com o fotógrafo parisiense Fernand Fonssagrives. Após divorciar-se, casou-se em 1950 com outro fotógrafo, Irving Penn.
Lisa Fonssagrives morreu aos 80 anos de idade e deixou viúvo Irving Penn. Teve dois filhos: Mia Fonssagrives-Solow, estilista e Tom Penn, designer.